# Jakob Friedrich Kleinknecht
Jakob Friedrich Kleinknecht (Ulm, baut. 8 de abril de 1722 - Ansbach, 11 de agosto de 1794) fue un compositor, flautista, violinista y maestro de capilla alemán.

## Vida
Jakob Friedrich Kleinknecht (de quien sólo se conoce la fecha de su bautismo) provenía de una familia que produjo músicos durante varias generaciones. Su padre, Johann Kleinknecht (1676-1751), había sido viceorganista de la Catedral de Ulm desde 1712 y los hermanos Johann Wolfgang (1715-1786) y Johann Stephan (1731 a 1815), como el propio Jakob Friedrich, trabajaron como músicos en las cortes de Bayreuth y Ansbach. Un hijo de Jakob Friedrich Kleinknecht, Christian Ludwig Kleinknecht (1765-1794), continuó la tradición musical.
En 1737 fue nombrado músico de la corte en la capilla del príncipe-obispo de Eichstätt (por lo que se convirtió temporalmente al catolicismo) y en 1743 (de nuevo protestante) se convirtió en flautista en la capilla de la corte de Bayreuth, donde su hermano Johann Wolfgang ya era concertino. En 1747 se pasó al violín. En 1748 se publicaron las primeras composiciones de Jakob Friedrich (seis sonatas para flauta), aunque no se le mencionó como «compositor de la corte» hasta 1763. En 1764 fue ascendido a director musical de la capilla de la corte. En 1769, al reubicarse la capilla de la corte, se trasladó a Ansbach, donde fue enterrado en 1794 como «Maestro de Capilla Real prusiano».

## Obra
Kleinknecht escribió principalmente música de cámara (sonatas solistas y sonatas para trío), así como obras concertantes y varias sinfonías. Se conocen más de 100 obras de música de cámara. Estilísticamente, la música de Kleinknecht se sitúa en la zona de transición entre el Barroco y el Clasicismo.
Partes del legado musical de Kleinknecht, de las que no queda ningún escrito autógrafo, deben considerarse perdidas. Transcripciones de sus composiciones se pueden encontrar en la Biblioteca Estatal de Baviera, el Museo Nacional Germánico, la Biblioteca Estatal de Baden y el Archivo de la Ciudad de Bayreuth, entre otros. También hay impresiones originales de algunas de sus obras en el siglo XVIII y principios del XIX. En el siglo XVIII se interpretaron aproximadamente 60 tríos y sonatas para flauta. En el siglo XIX se distribuyó ampliamente a través de impresiones realizadas por editores de París, Londres y Núremberg. Nuevas ediciones esporádicas sólo aparecieron a partir del último tercio del siglo XX, en Florencia (Italia) en 1995 y 2003 por Nikolaus Delius.

### Obras impresas
- Op. 1: Sei Sonate da Camera a Flauto traversiere solo e Cembalo o Violoncello (París, Núremberg, 1748)
- Op. 2: Trois Sonates pour la Flûte traversiere I et II, Violoncello avec la Basse chifrée (Núremberg, 1748)
- Six Sonates a Violon seul et Basse (París)
- Flötensonaten op. I (facsímile Núremberg 1748) y 6 Sonaten aus Sammlung Giedde Kopenhagen, 1995 y 1998 (Giedde n.° 6) (Florencia, Studio per edizioni scelte vol. 16)
- Flötentrios op. 2 y op. 3, 2003 (Florencia, Studio per edizioni scelte vol. 31)